# Diamond Point Lookout Cabin
 (juillet 2021).
La Diamond Point Lookout Cabin est une cabane américaine dans le comté de Gila, en Arizona. Située au pied d'une tour de guet de la forêt nationale de Tonto, cette cabane en bois a été construite en 1941. Elle est inscrite au Registre national des lieux historiques depuis le 28 janvier 1988.